# Meccanizzazione agraria
La meccanizzazione agraria comprende tutte quelle operazioni atte ad automatizzare, migliorare e sfruttare al massimo le attività agricole in tutti i loro aspetti: preparazione del terreno, semina, raccolta.
La meccanica agraria è la disciplina che studia le problematiche legate alla meccanizzazione agraria; è un ramo dell'ingegneria agraria.

## Antichità
Nell'antichità l'uomo era nomade, ossia si spostava da una zona all'altra, cibandosi solamente di ciò che offriva il luogo (frutta, radici, bacche, ecc.) e di cacciagione. Con la sua trasformazione a sedentario, l'essere umano cominciò ad allevare bestiame ed a coltivare i campi. Da quel momento, complice l'aumento della popolazione, esso ha sempre cercato di trovare un rimedio per aumentare la superficie coltivabile, incrementare la produzione agricola e migliorarla adeguandola ad uno stile di vita sempre più esigente.

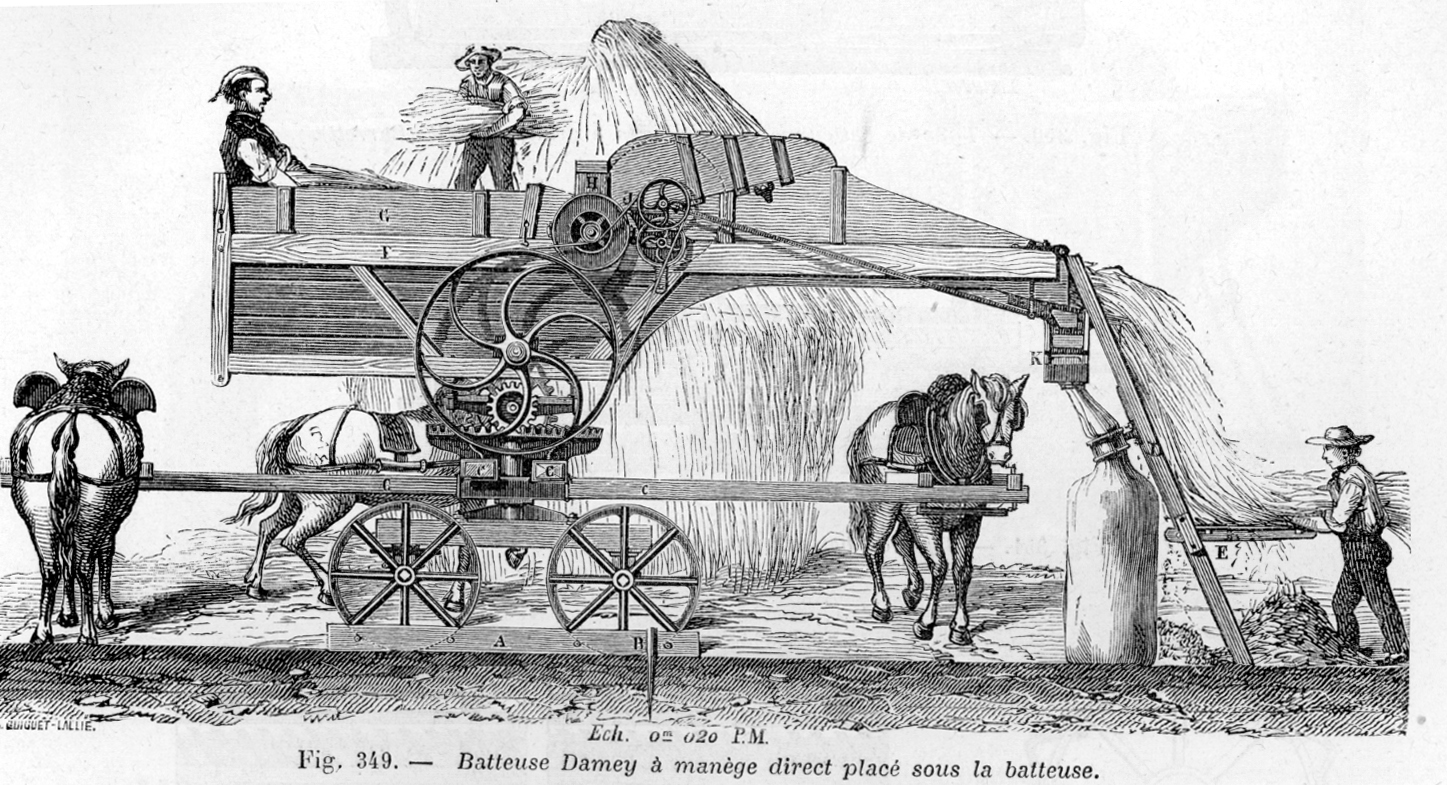
Una trebbiatrice mossa da cavalli

## Aratro
Uno tra i più antichi e semplici attrezzi della meccanica agricola è l'aratro, trainato da buoi. Costituito solitamente da una lama metallica o di legno (comunemente definita vomere), consente di rivoltare il terreno, portando gli strati più profondi, quindi più fertili, in superficie. Questa operazione migliora la possibilità di coltivarlo nuovamente, una volta terminata la raccolta in quanto lo strato superficiale ha subito una depauperazione elevata a causa della coltura appena colta.
Questo sistema è oggi quasi del tutto abbandonato nei paesi sviluppati. È utilizzato ancora solamente da chi pratica ancora la produzione di sussistenza, mentre è del tutto obsoleto in quella intensiva. Nei paesi poveri viene ancora adoperato perché la popolazione, in effetti, vive solamente di agricoltura di sussistenza.

## Epoca contemporanea

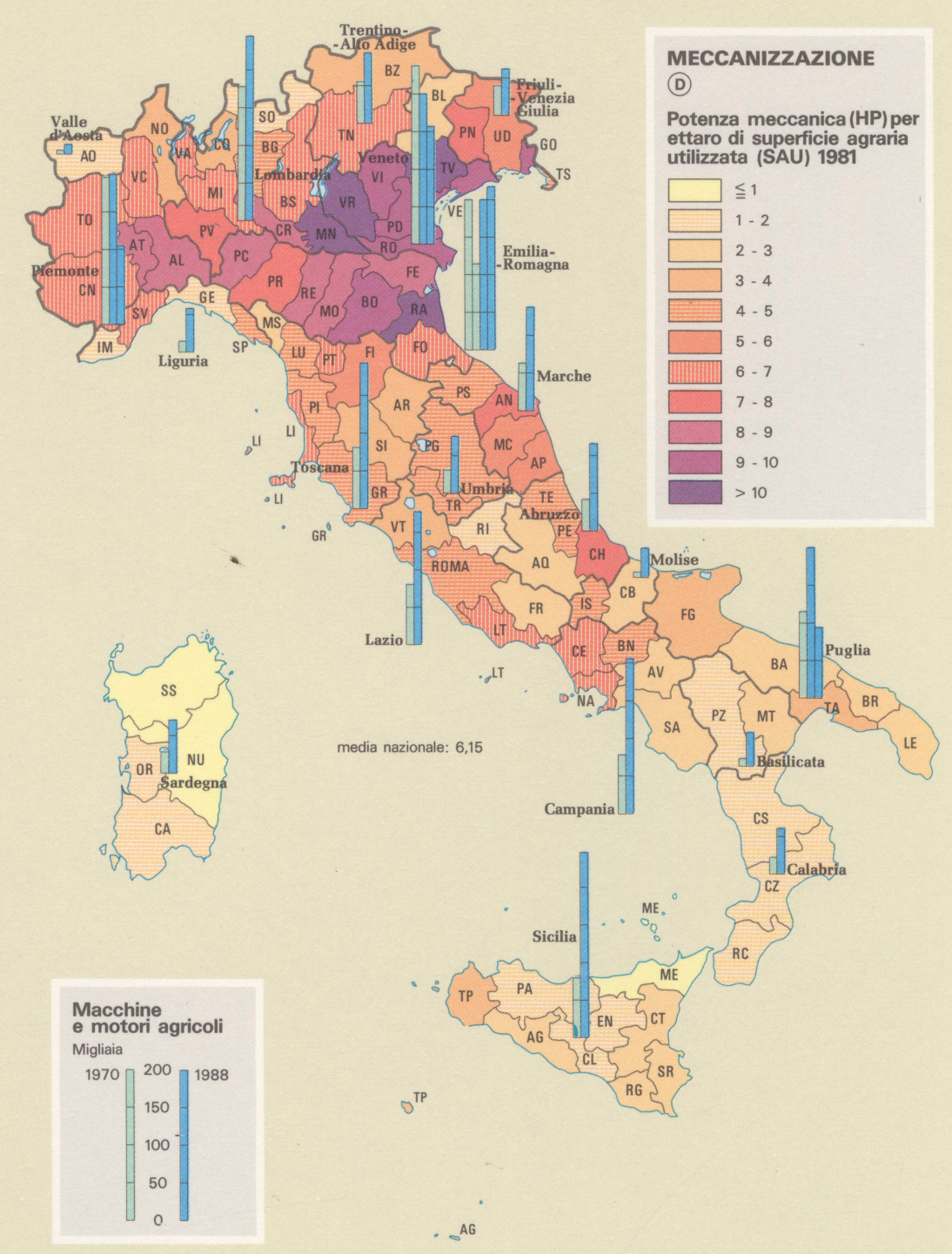
Diffusione della meccanizzazione in agricoltura nelle regioni d'Italia, 1981

La meccanizzazione nei Paesi industrializzati è in epoca contemporanea intensamente utilizzata in tutte le branche dell'agricoltura e riguarda tutte le operazioni agricole.

### Preparazione del terreno
La preparazione del terreno avviene tramite moderni macchinari che possono anche essere molto diversi dall'aratro, solitamente trainati da trattori e permettono una lavorazione veloce, a vari livelli di profondità in base all'obiettivo agronomico ed estesa.

### Semina
La semina avviene tramite seminatrici apposite che permettono di inserire le sementi in profondità e distanziate, con una velocità sorprendente. Questo permette la copertura di un grande terreno in poco tempo.

### Concimazione e trattamento dei parassiti
La concimazione avviene tramite l'utilizzo di macchine spandiconcime e la cura dei parassiti dannosi mediante macchine spargi-antiparassitari come l'atomizzatore agricolo. In aree pianeggianti e molto grandi è possibile l'utilizzo di piccoli aeroplani per il lancio di fitofarmaci.

### Lavori di coltivazione
La sarchiatura viene effettuata con macchine sarchiatrici, che permettono di rimuovere le erbacce presenti sui filari di coltivazione senza danneggiare le piante in vegetazione. Un lavoro molto importante viene svolto dai trattori, che fungono principalmente da rimorchio. Con l'ausilio di un trattore agricolo è possibile tirare aratri, falciatrici, mietitrici, rimorchi e, se necessario, trainare i veicoli rimasti infossati.

### Raccolta
La raccolta dei prodotti è completamente meccanizzata e permette una produzione molto più grande e in tempi brevi. Ogni tipo di raccolta ha la sua macchina appositamente realizzata per ottimizzare tutte le operazioni. Esistono macchine per la raccolta dei tuberi e degli ortaggi, macchine per la vendemmia e scuotialberi per la raccolta della frutta e delle olive. La mietitrebbiatrice è oggi la macchina agricola più utilizzata per la raccolta intensiva delle graminacee e di altre piante alla base dell'alimentazione moderna: granoturco, riso, frumento, agrumi, segala, ecc.

### Trasformazione
La trasformazione dei prodotti della terra in alimenti non è solamente meccanizzata, ma industrializzata. Tutto ciò che viene oggi coltivato in qualche modo ha a che fare con la meccanizzazione. Non c'è alcun Paese sviluppato che non abbia intensificato le sue colture senza l'aiuto di macchinari moderni e all'avanguardia.

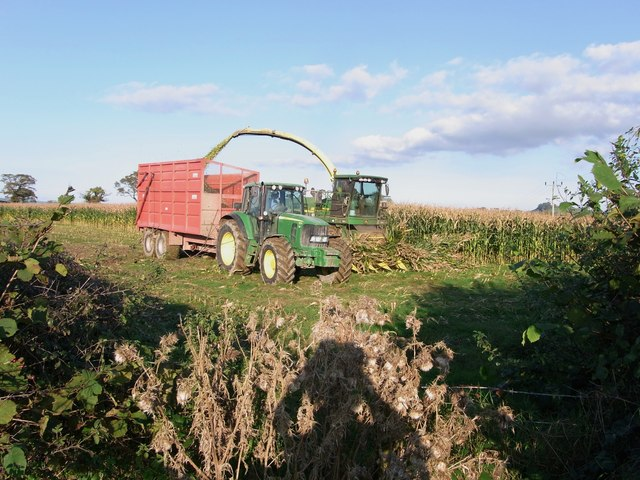
Trinciaraccoglitrice al lavoro in Galles.